# Des roses en hiver

Des roses en hiver est un téléfilm français réalisé par Lorenzo Gabriele et diffusé en 2015.

## Synopsis
Jean, octogénaire atteint d'un cancer incurable, entend mettre fin à ses jours. Il annonce à sa famille qu'il a programmé son suicide assisté en Suisse. Sa femme, ses trois enfants et ses petits enfants réagissent chacun de façon différente, entre acceptation, silence et résignation. Les non-dits familiaux et les rancœurs se réveillent au fil de l’intrigue, d'autant plus que l’entreprise familiale de macarons est en faillite.

## Fiche technique
- Réalisation : Lorenzo Gabriele
- Scénario : Lorenzo Gabriele, Luc Jabon, Anne Valton
- Image : Stéphane Cami
- Musique : Thierry Malet
- Production : Sylvette Frydman et Jean-François Lepetit (Flach films)
- Durée : 90 minutes
- Date de diffusion : 11 mars 2015 sur France 2. Le film est suivi d'un débat sur l'euthanasie en France, un sujet d'actualité car colle avec le début du processus législatif sur la loi Leonetti-Claeys qui traite de la fin de vie[2].

## Distribution
- Jean-Pierre Marielle : Jean
- Mylène Demongeot : Madeleine
- Léa Drucker : Elsa
- Laurent Bateau : Renato
- Barbara Cabrita : Pauline
- Stéphane Metzger : Pierre
- François Vincentelli : Thomas
- Aurélien Wiik : Julien